# Сонбави (станция метро)
«Сонбави» (кор. 선바위역) — подземная станция Сеульского метро на ветке Квачхон Четвёртой линии; первая в данном направлении станция в Квачхоне. Она представлена двумя боковыми платформами. Станция обслуживается корпорацией железных дорог Кореи (Korail). Расположена в квартале Квачхон-дон (адресː 351-7 Gwacheon-dong) города Квачхон (провинция Кёнгидо, Республика Корея). На станции установлены платформенные раздвижные двери.
Пассажиропоток — н/д. Станция выполняет функцию пересадочного узла между 4 линией метро и автобусными маршрутами.
Станция была открыта 1 апреля 1994 года.
Это одна из 8 станций ветки Квачхон (Gwacheon Line) Четвёртой линии, которая включает такие станцииː Сонбави, Сеул-Реискос-парк, Сеул-Гранд-парк, Квачхон, Административный комплекс Квачхона, Индоквон, Пёнчхон, Помке. Длина линии — 11,8 км.